# 鈴木茂 (牧師)
鈴木茂（すずき しげる、1961年 - ）は、仙台聖書バプテスト教会に所属する牧師、教師。徳島県出身。

## 概要
米国留学の時にキリスト教に入信し、神学校に進学。妻と一男二女を得る。帰国後、米国系バプテスト派の保守バプテスト同盟に属する仙台聖書バプテスト教会で牧師をする一方、仙台バプテスト神学校の教師をしている。

## 略歴
- 1961年徳島県で生れる。
- 1983年 アイダホ州立大学に編入。
- 1986年 オレゴン州ポートランド市にあるWestern Conservative Baptist Seminaryに入学。
- 1987年 結婚。
- 1992年 仙台バプテスト神学校教師（現職）。
- 1994年 仙台聖書バプテスト教会牧師（現職）。

## 著作

### 翻訳
- 『エペソ人への手紙』（ティンデル聖書注解 いのちのことば社）